# 이카키나과
이카키나과는 관목과 열대 지역에서 주로 발견되는 덩굴나무로 구성되어 있는 과이다. 전통적으로 이 과에 포괄하는 영역이 약 54개 속에 400여 종에 이를 정도로 상당히 넓었다. 그러나 2001년에 그 영역이 다계통군임이 밝혀져, 이 과는 3개의 목에 4개의 과로 각각 나뉘었다. 그리고 이카키나과를 미분류 목이나 가리아목과 가까운 과로 파악했다, 펜난티아과(미나리목), 스테모누루스과(감탕나무목) 그리고 카르디옵테리스과(감탕나무목). 이카키나과는 현재 31속 내지 34속 사이에 150종 이상을 포함하고 있다. 그동안 미분류 목으로 분류하던 이카키나과를 2016년 APG IV 분류 체계에서 이카키나목에 속하는 과로 분류했다.

## 하위 속
| - Alsodeiopsis - Casimirella - Chlamydocarya - Desmostachys - Hosiea - 이카키나속 (Icacina) - Iodes - Lavigeria - Leretia - Mappia - Mappianthus - Merilliodendron | - Miquelia - Natsiatopsis - Natsiatum - Nothapodytes - Phytocrene - Pittosporopsis (불확실) - Pleurisanthes - Polycephalium - Polyporandra - Pyrenacantha - Rhyticaryum - Sarcostigma | - Stachyanthus - Cassinopsis - Emmotum - Oecopetalum - Ottoschulazia - Poraqueiba - Calatola (불확실) - Platea - Apodytes - Raphiostylis |